# Kamjén István
Kamjén István (Mezőtúr, 1907. május 30. – Budapest, 1976. szeptember 9.) József Attila-díjas magyar író, országgyűlési képviselő.

## Életpályája
Kamjén István (1872–?) és Vaszkó Mária (1877–?) fiaként született. 1921-től kubikosként dolgozott a fővárosban, Budapesten, ahol 1925–1939 között kubikos szálláson lakott. 1932-től lett tagja a Magyar Földmunkásszövetségnek. Fiatal földmunkásként a kommunista mozgalomhoz csatlakozott. 1929-ben egyik szervezője volt a Kommunista Ifjúsági Szövetség kongresszusának. 1932-től tagja volt a Magyar Földmunkásszövetségnek. 
1937-ben kapcsolatba került a népi írók csoportjával. 1939-ben belépett az illegális kommunista pártba. 1942-ben a Történelmi Emlékbizottság aktivistája volt. 1944–1946 között ismét szülővárosában lakott. 1947–1949 között a Nemzeti Parasztpárt országgyűlési képviselője volt.
1948-ban szerepet vállalt a Demokrata Néppárt két képviselőjének nemzetgyűlési mandátumától való megfosztásában, hamis koncepciós vádak alapján. 1950-től 1959-ig a Pest megyei Tanács tagja volt.

## Művei
- Mihály (regény, 1950)
- Emberpiac (regény, 1951)
- Szerződés (elbeszélés, 1953)
- Szakad a part (elbeszélés, 1955)
- Csorpáné és a többiek (elbeszélés, 1960)
- Küzdelem (elbeszélés, 1963)
- Emberek (elbeszélés, 1967)
- Hányódás (kisregény és elbeszélés, 1969)

## Díjai
- Magyar Népköztársasági Érdemérem arany fokozata (1950)
- József Attila-díj (1951)
- Munka Érdemrend (1955)
- Szocialista Munkáért Érdemérem (1955)
- Munka Érdemrend ezüst fokozata (1967)
- Szocialista Hazáért érdemrend (1967)
- SZOT-díj (1969)
- Felszabadulási Jubileumi Emlékérem (1970)